# ミステル・アギラ
ホセ・デルガド・サルダーニャ（José Delgado Saldaña、1978年12月10日 - ）は、メキシコのプロレスラー。

## 来歴
1994年1月3日、デビューを果たしCMLLにてミステル・アギラ（Mr. Águila）のリングネームで活動。
1997年8月、コナンが主宰するプロモ・アステカへ並行して参戦。11月3日、アメリカのメジャー団体であるWWFにアギラ（Águila）のリングネームで参戦。WWFライトヘビー級王座争奪トーナメントに出場し、12月1日の準決勝ではTAKAみちのくと対戦し敗戦した。
1998年4月、パピ・チューロ（Papí Chulo）なるマスクマンへと変更し、ルチャドールを中心としたブランドであるSuper Astrosを中心に出場。1999年8月に初来日、みちのくプロレスに参戦した。
2000年2月、リングネームをエッセ・リオス（Essa Ríos）へと変更して素顔へと戻る。同月8日にはエッセ・リオスとしてのデビュー戦にてWWFライトヘビー級王座を保持するギルバーグに挑戦して勝利し、ベルトを奪取した。4月にはエディ・ゲレロやディーン・マレンコなどと王座を巡り抗争した。
2001年よりHEATやJakkedといった前座番組での出場が中心となり、8月27日の出場を最後にWWFから解雇となった。
2002年5月、AAAへと移籍。リングネームをミステル・アギラへと戻してフベントゥ・ゲレーラなどと組んで出場し、早期でトップの一人となりエル・ソロと抗争を展開。2004年、アメリカのTNAに参戦。TNAアメリカXカップ2004にチームAAAの一員として出場して優勝に貢献した。
2005年10月、古巣であるCMLLへと移籍。ペロ・アグアヨ・ジュニア率いるルードユニットであるロス・ペロス・デル・マールの一員となる。
2007年2月16日、ペロ・アグアヨ・ジュニア & エクトール・ガルサと組んでCMLL世界トリオ王座を保持するアトランティス & タルサン・ボーイ & ウルティモ・ゲレーロに挑戦して勝利しベルトを奪取。4月29日にはダミアン666 & ハロウィンと組んで、マキシモ & エル・テハノ・ジュニア & エル・サグラダからメキシコナショナルトリオ王座奪取した。
2010年5月、ユニットであるロス・インヴァソアスに加入。7月16日、エクトール・ガルサと組んでCMLL世界タッグチーム王座を保持するボラドール・ジュニア & ラ・ソンブラに挑戦して勝利し、ベルトを奪取した。

## 得意技
ムーンサルト・プレス
450°スプラッシュ
シューティング・スター・プレス
リオス・ドライバー
ブエロ・デ・アギラ
ノータッチ・トペで飛んだ体勢から体を横方向に反転させてぶつけていく。
トルニージョ

## 獲得タイトル
CMLL
- CMLL世界タッグ王座
- CMLL世界トリオ王座
- メキシコナショナルヘビー級王座
- メキシコナショナルトリオ王座

UWA
- UWA世界ライトヘビー級王座

WWF
- WWFライトヘビー級王座

TNA
- TNAアメリカXカップ優勝

その他
- IWA世界ジュニアヘビー級王座